# Edo Maajka
Edo Maajka [édo máajka] (rojen Edin Osmić), bosanski glasbenik rapa, pevec in avtor besedil hip-hopa, * 22. december 1978, Brčko, Bosna in Hercegovina.

## Življenje
Odraščal je v Brčkem, kjer je hodil tudi v osnovno šolo.
Pomladi 1992, ko je bosanska vojna dosegla tudi njegov kraj Osmić, je moral pobegniti v vas Ograđenovac pri Brčkem. Skupaj z mnogimi drugimi ljudmi je prešel s kamionom na Hrvaško, kjer se je najprej naselil v Privlaki pri Zadru, nato pa v Zagreb. Začel je hoditi v srednjo strojno šolo. Po vojni se je vrnil v Bosno, kjer je študiral kriminalno pravo v Tuzli, vendar ni diplomiral.
Že v srednji šoli se je začel zanimati za hip-hop in pri 15-tih začel ustvarjati. Sam je posnel nekaj posnetkov demo, kjer je ritmično spremljal sam sebe. V Tuzli je postal član hardcore rap skupine Diskord, kasneje preimenovano v Obrana (Obramba). Skupina je v Tuzli in vsej Bosni postala zelo priljubljena. Njihova demo uspešnica »Odbrana '99« (Obramba '99) je bila uspešnica leta na Radiu Hit v Brčkem.
Prvič je resno nastopil na radijski postaji Kameleon, ki je oddajala njegov prvi freestyle rap.  Je še vedno del oddalje »Fmjam«. FM Jam je zbirala mlade talente in nastala je bosanska rap skupina Disciplinska komisija, katere član je.
Po letu študija je prekinil s študijem zaradi denarnih težav in se vrnil v Zagreb kjer je sodeloval s prijateljem Shotom (iz skupine Elementa. Posneli so njegov prvi single Minimalni rizik in, mesec kasneje, Mahir i Alma. Pesmi sta bili uspešnici v oddaji Blackout na zagrebški radijski postaji Radio 101 in odzivi so bili neverjetni. Demo Mahir i Alma je postala uspešnica postaje Kameleon leta 2001.

## Diskografija

### Studijski albumi
- Slušaj Mater - Fmjam Records, Menart Records, Bassivity Music 2002
- No Sikiriki - Fmjam Records, Menart Records, Bassivity Music 2004
- Stig'o ćumur - Fmjam Records, Menart Records, Bassivity Music 2006
- Balkansko a naše - Fmjam Records, Menart Records, Hayat Productions 2008
- Štrajk mozga - Fmjam Records, Menart Records 2012

### Kompilacije
- Spomen ploča 2002-2009 - Menart Records 2010

### Soundtracki
- Zlatna dolina - Fmjam Records, Menart Records, Bassivity Music 2003

### Singli
- Znaš me 2001
- Jesmo'l sami 2002
- Prikaze 2003
- Zlatna dolina 2003
- No sikiriki 2004
- Pržiiiii 2004
- Obećana riječ 2005
- Ne-mo-žeš 2005
- Mater vam jebem 2005
- To mora da je ljubav 2006
- Bomba 2006
- To što se traži 2006
- Rek'o sam joj 2007
- Gansi 2008
- Svi su ošli na more 2008
- Sve prolazi 2008
- Ove godine 2010
- Fotelja 2011
- Imaš li ti šta para 2011
- Panika 2011
- Džigera beat 2012
- Facebook 2012

1. ↑  Freebase Data Dumps — Google.